# Gilbert Béréziat
Pour les articles homonymes, voir Béréziat.
Gilbert Béréziat, né le 16 juin 1942 à Lyon et mort le 3 février 2019 à Paris,, est un scientifique, chercheur et enseignant en biochimie et biologie moléculaire. Il a été président de l'université Pierre-et-Marie-Curie (UPMC) de 2001 à 2006, puis vice-président chargé des relations internationales de l'UPMC.

## Biographie
Gilbert Béréziat fait ses études secondaires à l'École nationale professionnelle du boulevard Raspail à Paris dans la section mathématiques et technique. Il entame des études de médecine mais les interrompt après l'externat des hôpitaux pour mener des études à la faculté des sciences de Paris. Il obtint sa maîtrise es-sciences en 1968 et soutint sa thèse de médecine en juin 1970. Il prépare ensuite un doctorat d'État (1979) à l'université Pierre-et-Marie-Curie dans le laboratoire de Jacques Polonovski au CHU Saint-Antoine où il occupait un emploi d'assistant de faculté–assistant des hôpitaux.
Au début de sa carrière universitaire, sympathisant communiste, il adhère au syndicat national de l'enseignement supérieur (Snesup), dont il devient membre du secrétariat national,. Après avoir créé une équipe de recherche au sein du laboratoire de Jacques Polonovski (d), il en prend la direction en 1987 jusqu'à son élection à la présidence de l'université Pierre-et-Marie-Curie en 2001. Il mène parallèlement une carrière hospitalière et est nommé chef du service de biochimie, biologie moléculaire et biologie cellulaire de l'hôpital Saint-Antoine à Paris en 1991. Puis il prend la direction de la fédération de gestion commune de la biochimie médicale de cet hôpital jusqu'à son élection à la présidence de l'université de 2001 à 2006. À la suite de ce mandat, il devient vice-président chargé des relations internationales à l'UPMC et membre du comité directeur du Réseau des universités des capitales de l'Europe.
En 2012, il fait paraître un livre autobiographique, retraçant la vie de ses parents et sa carrière, intitulé Le Romarin, le Seringa et la Blanche Aubépine.

## Ouvrages
- Sciences médicales, éditions La Farandole, 1996  (ISBN 978-2209062553).
- Cambodge 1945-2005 : soixante années d'hypocrisie des grands, éditions L'Harmattan, 2009  (ISBN 978-2296079472).
- Quand l'université se réveille : Tout devient possible, éditions L'Harmattan, 2012  (ISBN 229606499X).
- Le Romarin, le Seringa et la Blanche Aubépine, éditions Mélibée, Toulouse, 2012  (ISBN 9782362522482).